# Mynes plateni
Mynes plateni är en fjärilsart som beskrevs av Otto Staudinger 1887. Mynes plateni ingår i släktet Mynes och familjen praktfjärilar. Inga underarter finns listade i Catalogue of Life.